# Lucy-le-Bocage
Lucy-le-Bocage é uma comuna francesa na região administrativa de Altos da França, no departamento de Aisne.
Estende-se por uma área de 7,75 km². Em 2010 a comuna tinha 205 habitantes (densidade: 26,5 hab./km²).